# Melanoplus lakinus
Melanoplus lakinus är en insektsart som först beskrevs av Scudder, S.H. 1878.  Melanoplus lakinus ingår i släktet Melanoplus och familjen gräshoppor. Inga underarter finns listade i Catalogue of Life.